# Félix Morales Pérez
Félix Morales Pérez (Casaseca de las Chanas, 1921 - Madrid, 2011) fue un periodista español.

## Biografía
Nació en la localidad zamorana de Casaseca de las Chanas en 1921. Considerado un periodista de ideología «azul», desarrolló su carrera profesional en medios pertenecientes a la cadena de prensa del «Movimiento». Ejerció como director en el Diario Español, El Pueblo Gallego —entre 1955 y 1964—, Información —entre 1964 y 1969—, Arriba, o La Voz de España. También llegaría a ser secretario general de la Delegación Nacional de Prensa y Radio de FET y de las JONS, el partido único de la Dictadura franquista. Tras la muerte de Franco sería director del diario Suroeste de Sevilla. Falleció en Madrid el 20 de enero de 2011.
Además de su labor periodística fue un destacado miembro de la Fundación «Francisco Franco», de la cual llegaría ser vicepresidente.